# Mad Marc Rude
Marc Hoffman, född 14 juni 1954, död 14 mars 2002 i Las Vegas, var en amerikansk illustratör som var mer känd under namnet Mad Marc Rude. Rude har kallats "en av grundarna till underground punkkonst". Tidigt under sin karriär var han både manager åt och illustratör för punkbandet Battalion of Saints. Rude skulle sedan komma att samarbeta med andra band såsom The Offspring, Kyuss, The Misfits, Hirax, The Obsessed, Tex & the Horseheads och The GC5. Rudes illustrationer förekom ofta i tidskriften Black Market Magazine, som publicerades 1984–1996. Ett av de sista större projekten Rude arbetade med var för boken Armed to the Teeth With Lipstick av Blag Dahlia.
Rude dog i Las Vegas den 14 mars 2002 av sviktande hälsa, på grund av hans droganvändning. Det ryktades till en början att han avled i en överdos, men detta visade sig vara ett falskt rykte. Han var vid tillfället gift med Lyn Todd.
En dokumentär om Rude, i regi av Carl Schneider och med titeln Mad Marc Rude: Blood, Ink, & Needles, släpptes under 2014.